# Bäckahästen (lekskulptur)

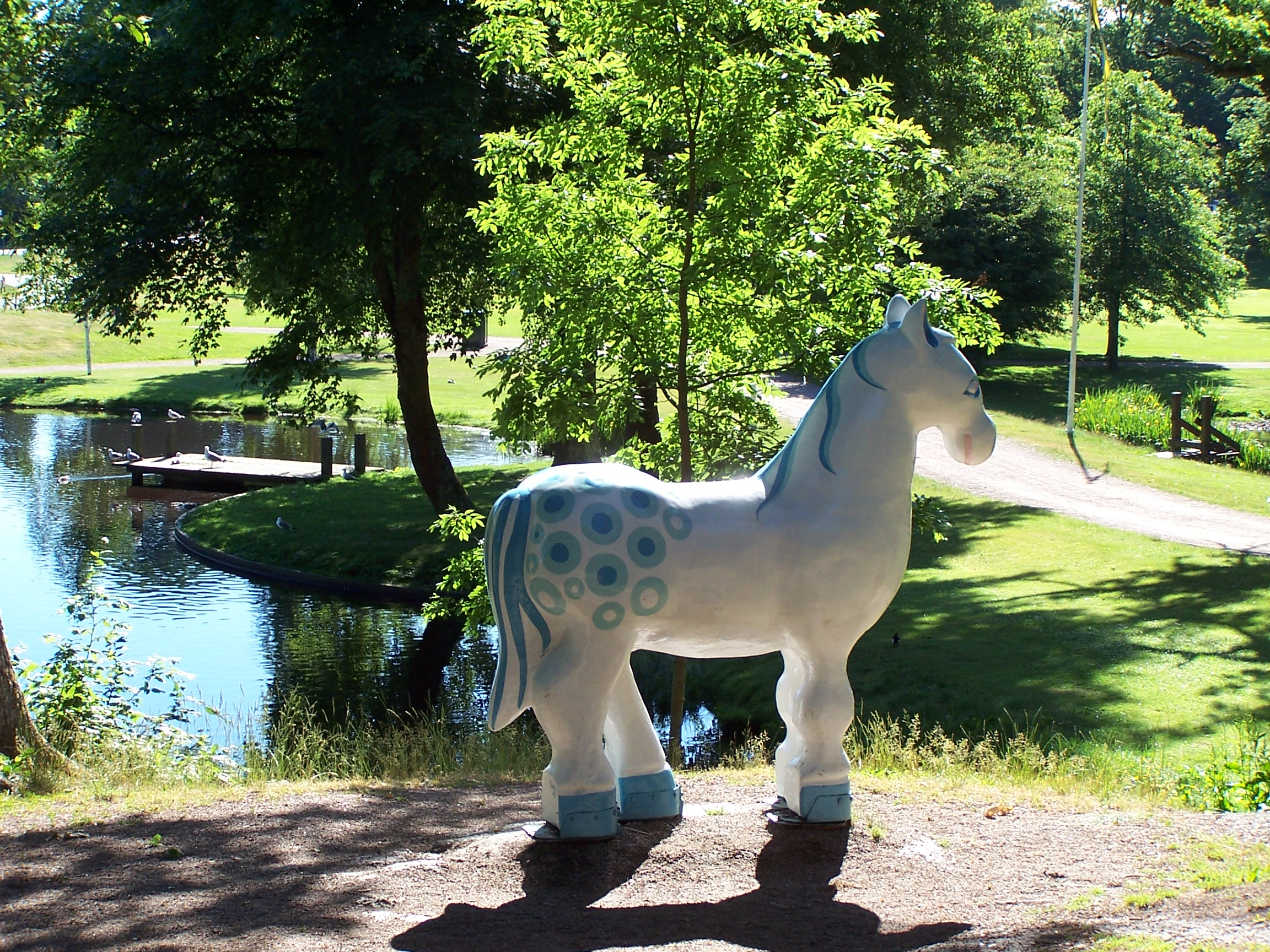
Bäckahästen.

Bäckahästen är en lekskulptur som installerades i Ronneby Brunnspark 1987. Verket föreställer Bäckahästen som var ett övernaturligt väsen inom sydsvensk folktro. Lekskulpturen är skapad av Esse Adolfsson född 1928 i Jönköping, bosatt i Kuggeboda utanför Ronneby fram till sin död 1996.